# Treća liga SR Jugoslavije 1992-1993
La Treća liga SR Jugoslavije 1992-1993 è stata la 1ª edizione della terza divisione di calcio per squadre della Repubblica Federale di Jugoslavia.
Le prime classificate sono state promosse direttamente. Le seconde hanno disputato gli spareggi contro le squadre piazzatesi dal 14º al 17º posto in Druga liga.

## Serbia

### Nord
```
Čukarički (Beograd)          45 Promosso in 
Druga liga SR Jugoslavije 1993-1994

Mladost (Bački Jarak)        45 Promosso dopo gli spareggi

Srem (Sremska Mitrovica)     38
BSK Auto Nena (Batajnica)    34
Kabel (Novi Sad)             31
AIK Bačka Topola             30
Zmaj (Zemun)                 29
ČSK (Čelarevo)               27
Radnički (Zrenjanin)         26
Sinđelić (Beograd)           26
Trudbenik (Beograd)          26
Radnički (Obrenovac)         26
Radnički (Sombor)            26
Kolubara (Lazarevac)         26

IMT (Beograd)                24 Retrocede

Crvenka                      21 Retrocede
```

### Ovest
- Badnjevac (vincitore)
- Loznica (secondo)

### Est
- Topličanin Prokuplje (vincitore)
- Jagodina (secondo)

## Montenegro
```
Lovćen Cetinje               40 Promosso in 
Druga liga SR Jugoslavije 1993-1994

Kom Podgorica                39 va agli spareggi
Luka Bar                     29
Ribnica Podgorica            28
Mladost Podgorica            26
Gorštak Kolašin              26
Ivangrad                     25
Bokelj Kotor                 25
Iskra Danilovgrad            23 (−1)
Arsenal Tivat                23
Dečić Tuzi                   23
Čelik Nikšić                 22 (−2)
Crvena stijena Podgorica     19
Mornar Bar                   12
```

## Kosovo
Le squadre kosovare hanno disputato un campionato parallelo e non integrato in quello jugoslavo. A vincere è stato il FK Trepça.